# Xã Eppards Point, Quận Livingston, Illinois
Xã Eppards Point (tiếng Anh: Eppards Point Township) là một xã thuộc quận Livingston, tiểu bang Illinois, Hoa Kỳ. Năm 2010, dân số của xã này là 427 người.